# Етиопска православна църква
Етиопската църква е най-голямата от нехалкедонските монофизитски църкви.
Християнството идва в империята направо от Палестина през Египет нагоре по Нил.

## История
Първи епископ на църквата е сирийският монах Фрументий (Абба Селами, Миротворецът) през 350 г. по времето на цар Езана, който приема християнството за държавна религия на една от първите християнски цивилизации.
Богослужебен език: геез, архаичен амхара (както църковнославянския спрямо българския). Брой на вярващите: около 45 милиона души.
Архитектурата на църковната сграда е центрична (за разлика от базиликалните надлъжни църкви със или без иконостас, познати в Европа от античността, както и от кръстокуполните църкви), композирана в концентрични кръгове (или осмоъгълници) от центъра (Светая Светих – светилището, където не се допуска никой освен първосвещеника) през 2 коридора, в които обикалят свещениците и шествията. Богомолците не се заседяват в църквата, то няма и пространство за това. Те се нареждат отвън, на двора, с лице към центъра, а не към изток. Влизат в сградата само за шествие, с песнопения, следващи символичния табот (т.е. кивот), понесен от първосвещеника. Сградата е с покрив във формата на конус или осмоъгълна пирамида; сламен в селата; в най-нови сгради е модернизиран купол.
ЮНЕСКО обявява за 8-и по ред в списъка на паметниците на цивилизацията от световно значение като цяло 11-те църкви в град Лалибела от XII век. Те не са строени, а са изрязани в живата вулканична скала надолу от терена, навътре (а не както други – в склон, с лице, както в Петра, или в Иваново). Представляват думата монолит (еднокамък); всъщност скулптура, а не архитектура. В обстановката на малко (с 15 000 ж.) бедно градче без никаква павирана улица и поминък тези 11 църкви са истински чудеса.
Непоколебимо убеждение не само на патриарха и на църковниците, но и на целокупното население, е че Скрижалите, тоест Ковчегът на Завета (Arc of the Covenant, предхристиянската реликва Кивот или по тяхному Табот, отнесен от Савската царица след визитата при Соломон) се съхранява от Етиопската църква. Нямало нужда да се проверява, показва или доказва, бидейки символ на Вярата.
Повече от 1600 г. етиопската църква се е считала дъщерна на александрийската патриаршия с митрополит начело. Става автокефална и си избира първи патриарх (Абуне) Базилиос през 1951 година.

## Други религии
Незначителна част от вярващите признават върховенството на римския папа, образувайки Етиопската католическа църква.
Освен това в страната се води интензивна евангелистка пропаганда от американски мисионери, агресивна ислямизация с арабски капитали, както и от фалашите – племето черни израилтяни, изповядващо древни еврейски вярвания, стигнали до платата не по Нил, а напряко през Червено море – евакуирани към Израел с товарни самолети в светкавична операция след преговори с Менгисту.
Друга религиозна особеност в Етиопия е зародилият се там през ХХ век култ към Рас Тафари, каквото е оригиналната титла и име на възцарилия се по-късно Негус Негести (цар на царете) император Хайле Селасие. Вероизповеданието растафари с реге музика и с „вълнени“ прически (Боб Марли) е разпространена най-вече в Ямайка).